# 罗纳德·琼克
罗纳德·琼克（英語：Ronald Jonker，1944年12月14日—），澳大利亚男子自行车运动员。他曾代表澳大利亚参加1970年英联邦运动会自行车比赛，获得一枚金牌。他也曾参加1968年夏季奥林匹克运动会。